# الکس پیترز
الکس پیترز (انگلیسی: Alex Peters؛ زادهٔ ۳۱ مارس ۱۹۹۴) دوچرخه‌سوار اهل بریتانیا است.
از باشگاه‌هایی که در آن بازی کرده‌است می‌توان به تیم اسکای اشاره کرد.